# Florida Everblades
Die Florida Everblades sind eine US-amerikanische Eishockeymannschaft aus Estero, Florida. Das Team spielt seit 1998 in der ECHL.

## Geschichte
Die Florida Everblades wurden 1998 als Franchise der East Coast Hockey League gegründet. Bereits in ihrem Premierenjahr erreichte die Mannschaft erstmals die ECHL-Playoffs, in denen sie nach einem Freilos und einem Sieg über die Birmingham Bulls erst in der dritten Runde dem späteren Meister Mississippi Sea Wolves unterlag. Seine bis dato erfolgreichste Zeit hatte das Franchise aus Florida von 2003 bis 2005, als sie zwei Mal in Folge unter dem kanadischen Trainer und ehemaligen NHL-Spieler Gerry Fleming das Playoff-Finale um den Kelly Cup erreichten. Bei beiden Finalteilnahmen unterlag man jedoch dem Gegner – zunächst den Idaho Steelheads und anschließend den Trenton Titans.
Im Juni 2010 wurde Greg Poss als Cheftrainer der Florida Everblades vorgestellt. Seit der Saison 2010/11 sind die Everblades das Farmteam der Tampa Bay Lightning. In der Spielzeit 2011/12 gewannen die Everblades auf ihrer Route zum ersten Kelly-Cup-Gewinn der Geschichte alle elf Heimspiele während der Endrunde und besiegten in der Finalserie um die ECHL-Meisterschaft ebenfalls die Las Vegas Wranglers mit 4:1-Siegen, nachdem das Franchise aus Florida zuvor ebenfalls deutlich die Greenville Road Warriors, Elmira Jackals und Kalamazoo Wings bezwungen hatte. Den entscheidenden Treffer zum erstmaligen Triumph erzielte Stürmer Brandon MacLean in der fünften Partie der Finalserie während der Verlängerung. Torwart John Muse erhielt anschließend die Auszeichnung als wertvollster Akteur der Playoffs überreicht.

## Team-Rekorde

### Karriererekorde
Spiele: 374  Mathieu Roy
Tore: 145  Reggie Berg
Assists: 207  Tom Buckley
Punkte: 319  Reggie Berg
Strafminuten: 560  Mathieu Roy
(Stand: Saisonende 2017/18)

## Nicht mehr zu vergebende Nummern
- #10 Reggie Berg
- #14 Tom Buckley

## Bekannte ehemalige Spieler
- Sean Blanchard
- Eric Boulton
- Derek Damon
- Kevin Estrada
- Matt Hendricks
- Shane Hnidy
- Jon Insana
- Philippe Lakos
- David Lundbohm
- Pat MacLeod
- Laurent Meunier
- Anthony Peters
- Harlan Pratt
- Bobby Raymond
- Rob Zepp